# 비조치의견서
비조치의견서(no-action letters) 또는 사전심사청구제도는 미국의 법률제도이다. 일본에서는 법령적용사전확인수속제도라고 부른다.
청구인이 문의한 해당행위에 대하여 법집행행위나 규제조치를 취하지 않겠다는 문구가 청구인에게 보내는 답장에 기재되어 있다는 데에서 No-Action Letter라는 명칭이 유래됐다(Lemke, 1987: 42).
정부의 법령 규제가 국민의 행위에 어떻게 적용되는지 모호하거나 불확실할 경우, 정부기관에 사전에 문의하여 적법한지 여부를 판단받고 당해기관으로부터 문의한 내용에 대하여는 규제조치를 취하지 않겠다는 의견서를 공식적으로 받는 제도를 말한다.
유권해석과 같이 최종적인 구속력은 없지만, 예측가능성을 매우 높여주어서, 거래가 원활하게 도와준다.
일본과 한국도 이 제도를 도입하였다.

## 같이 보기
- 유권해석